# Charles Williamson Flusser

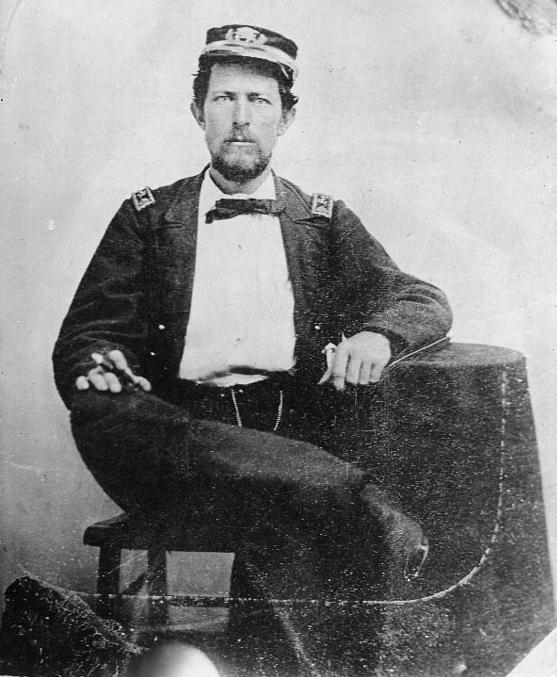
Charles W. Flusser

Charles Williamson Flusser (* 27. September 1832; † 19. April 1864) war ein Offizier der U.S. Navy während des Amerikanischen Bürgerkrieges.
Geboren in Annapolis (Maryland), trat Flusser 1847 in die United States Naval Academy ein, die er mit der Klasse 1853 erfolgreich abschloss. Nach seiner Tätigkeit in der Friedensmarine der USA übernahm er bei Beginn des Sezessionskrieges das Kommando über das Kanonenboot USS Commodore Perry und danach über das Kanonenboot USS Miami. Mit beiden Schiffen operierte er im Bereich der Küste von North Carolina. 
Am 19. April 1864 kam es hier in der Nähe von Plymouth zu einem Gefecht zwischen der USS Miami und dem konföderierten Schiff CSS Albemarle, einem gepanzerten Raddampfer (Ironclad). Bei dieser Aktion wurde Lieutenant Commander (dt.: Korvettenkapitän) Flusser tödlich verwundet. 
Eine von ihm selbst abgefeuerte Zeitzündergranate prallte von der Panzerung der CSS Albemarle ab und fiel zurück auf das Deck der USS Miami, wo sie explodierte.
Brigadier General (dt.: Brigadegeneral) Henry Walton Wessels, Befehlshaber der U.S. Army Streitkräfte in Plymouth (North Carolina), schrieb in einem Nachruf: „Mit dem Tod dieses fähigen Seemannes verliert die Marine eines ihrer leuchtendsten Beispiele ...“

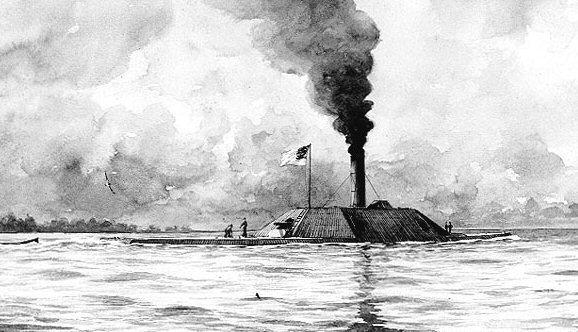
CSS Albemarle

## Ehrungen
Bis zum Ende des Zweiten Weltkrieges wurden insgesamt vier Schiffe der U.S. Navy nach Charles Williamson Flusser benannt.
- USS Flusser (Ein aufgebrachter Schoner der Südstaaten)
- USS Flusser (DD-20), ein Zerstörer der Smith-Klasse
- USS Flusser (DD-289), ein Zerstörer der Clemson-Klasse
- USS Flusser (DD-368), ein Zerstörer der Mahan-Klasse